# Scaptodrosophila brooksae
Scaptodrosophila brooksae är en tvåvingeart som först beskrevs av Pipkin 1961.  Scaptodrosophila brooksae ingår i släktet Scaptodrosophila och familjen daggflugor.
Artens utbredningsområde är delstaten Arizona i USA.